# Лисечко Антон Ігорович
Анто́н І́горович Лисечко (нар. 4 листопада 1988 — пом. 4 липня 2014) — сержант 79-ї окремої аеромобільної бригади Збройних Сил України, учасник російсько-української війни.

## Життєвий шлях
Народився 1984 року в місті Інгулець на Дніпропетровщині. Закінчив загальноосвітню школу. Служив за контрактом старшим навідником автоматичного станкового гранатомета 79 ОАЕМБр.
З весни 2014 року брав участь у бойових діях на сході України.
Загинув 4 липня 2014 року від розриву 120-мм міни під час визволення міста Слов'янська. Разом з ним загинув солдат Дмитро Кеда.
За два місяці у Антона мало відбутися весілля.
8 липня 2014 року був похований на кладовищі в смт Широкому на Дніпропетровщині.

## Нагороди та вшанування
- 8 вересня 2014 року — за особисту мужність і героїзм, виявлені у захисті державного суверенітету та територіальної цілісності України, вірність військовій присязі під час російсько-української війни, відзначений — нагороджений орденом «За мужність» III ступеня (посмертно)[2].
- В смт Широке Широківського р-ну (Криворіжжя) на його честь названо вулицю.
- нагороджений недержавною медаллю «За визволення Слов'янська» (посмертно).
- на місці загибелі встановлено пам'ятний хрест.